# Or, amor i sang
Or, amor i sang (títol original en anglès Virginia City) és una pel·lícula estatunidenca dirigida per Michael Curtiz, estrenada el 1940 i doblada al català. Basada en un guió de Robert Buckner, la pel·lícula tracta d'un oficial que s'escapa d'una presó confederada i marxa a Virginia City des d'on el seu anterior comandant de presó està planejant enviar cinc milions de dòlars en or a Virginia per salvar la Confederació. La pel·lícula es va estrenar en la ciutat homònima Virginia City (Nevada).

## Argument
Durant la Guerra Civil estatunidenca, un oficial de la Unió, el capità Kerry Bradford (Errol Flynn), s'escapa d'una presó de la Confederació i es dirigeix a Virgínia City, a Nevada. Una vegada allà, Kerry s'assabenta que l'antic comandant de la presó, el capità Vance Irby (Randolph Scott), té intenció d'enviar un carregament d'or per valor de 5 milions de dòlars per ajudar els confederats.

## Repartiment
- Errol Flynn: capità Kerry Bradford
- Miriam Hopkins: Julia Hayne
- Randolph Scott: capità Vance Irby
- Humphrey Bogart: John Murrell
- Frank McHugh: Mr. Upjohn
- Alan Hale: Olaf 'Moose' Swenson
- Guinn 'Big Boy' Williams: 'Murblehead'
- John Litel: Marshall
- Douglass Dumbrille: Major Drewery
- Moroni Olsen: Cameron
- Russell Hicks: Armistead
- Dickie Jones: Cobby
- Frank Wilcox: Soldat de la Unió
- Russell Simpson: Gaylord
- Victor Killian: Abraham Lincoln
- Charles Middleton: Jefferson Davis

I, entre els actors que no surten als crèdits:
- Ward Salt: Sergent confederat
- George Reeves: Telegrafista
- Charles Halton: Ralston
- George Regas: Membre mestís del grup de Murrell